# Helmuth-Schack-See
Der Helmuth-Schack-See ist ein im Bornpark in Hamburg-Osdorf gelegener Teich, der zum Angeln genutzt wird. Der Teich wird von der Angler-Interessen-Gemeinschaft von 1962 e.V. bewirtschaftet. Früher befand sich an dieser Stelle das Deesmoor.

## Lagebeschreibung

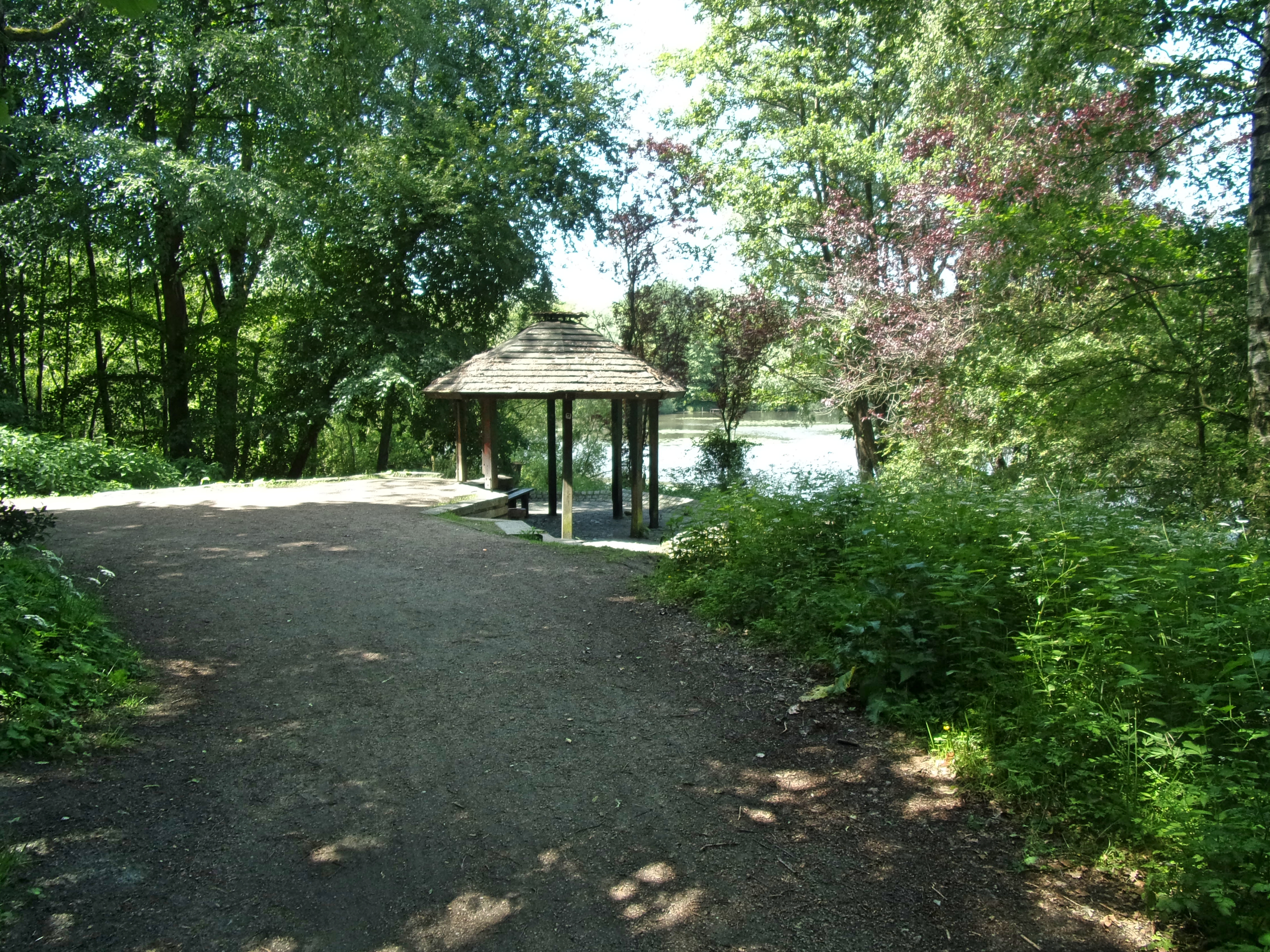
Aussichtspunkt mit Pavillon am Südufer

Der Helmuth-Schack-See liegt an der westlichen Grenze Hamburgs zur Stadt Schenefeld (Kreis Pinneberg, Schleswig-Holstein). Am Südufer gibt es einen Pavillon, von welchem aus man den See gut überblicken kann. Außerdem fließt die Düpenau durch den Helmuth-Schack-See.

## Beschaffenheit
Der Grund des Teichs ist flächendeckend mit Schlamm, Kraut, Geäst und Steinen bedeckt. Das Wasser ist ziemlich trüb und die Wasserströmung im See ist relativ schwach. Das Ufer des Teichs verläuft sehr flach und die Wasserfläche in unmittelbarer Nähe des Ufers es ist überzogen mit Seerosen und verschiedenen Wassergewächsen, größtenteils Schilf. Zum See kann man über verschiedene Schotterwege gelangen.

## Fischerei
Das Fischen am Helmuth-Schack-See ist nur eingeschränkt möglich, da er ein öffentliches Gewässer ist. Es gibt sechs Angelplätze, die über verschiedene Uferstellen verteilt sind. Sollte man nicht Mitglied eines Anglervereins sein, ist es nicht möglich zu angeln. Im See kann man diese 9 Fischarten Angeln: Aal, Bachforelle, Barsch, Brassen, Hecht, Karpfen, Rotauge, Rotfeder und Ukelei.

## Entstehung
Ursprünglich befand sich an der Stelle, wo sich heute der Helmuth-Schack-See befindet, das Deesmoor. Später wurde um den See herum der Bornpark geschaffen.

## Namensgebung
Der Name geht auf den auch „Opa Schack“ genannten Helmuth Schack zurück, der als „gutes Herz“ der Siedlung Osdorfer Born galt. Dieser war ein ehemaliger Seemann, der unter anderem, wie auch heute noch auf einer Infotafel im Born-Center nachzulesen ist, den Kindern der Siedlung auf dem See mit kleinen Booten das Segeln beibrachte.